# Constantin Bejenaru
Constantin Bejenaru (n. 7 iunie 1984, Ungheni, RSS Moldovenească, URSS) este un pugilist român originar din Republica Moldova. În calitate de amator, a câștigat medalia de bronz la Campionatele Europene de Box Amator din 2006 din Plovdiv, Bulgaria, a luat multiple medalii la Campionatele Uniunii Europene de Box Amator și medalia de aur la World Combat Games din 2010.
În prezent locuiește în Shelton, Connecticut și se antrenează în Brooklyn, New York, Statele Unite. Este antrenat de Ilia Mesiscev. Fostul său antrenor din Bacău, a fost Relu Auraș.

## Record profesional
| 14 victorii (4 prin knockout, 10 prin decizie), 1 înfrângere, 1 Fără concurs |          |                      |     |           |            |                                                 | |
| Res.                                                                         | Record   | Oponent              | Tip | Rd., Time | Data       | Loc                                             | Note |
| Înfrângere                                                                   | 14-1 (1) | Arsen Goulamirian    | RTD | 10 (12)   | 2019-12-28 | Palais des Sports, Marseille, France            | Pentru titlul WBA Super World Cruiserweight.                                                                        |
| Victorie                                                                     | 14-0 (1) | Jose Humberto Corral | TKO | 6 (8)     | 2019-07-12 | Emerald Queen Casino, Tacoma, Washington        | |
| Victorie                                                                     | 13-0 (1) | Thabiso Mchunu       | UD  | 10 (10)   | 2017-11-25 | Mohegan Sun Casino, Uncasville, Connecticut     | A apărat titlul WBC Continental Americas; A apărat titlul WBC International Cruiserweight.                          |
| Victorie                                                                     | 12-0 (1) | Stivens Bujaj        | UD  | 10 (10)   | 2016-11-04 | Omega Products International, Corona            | A câștigat titlul WBC Continental Americas Cruiserweight; A câștigat titlul vacant WBC International Cruiserweight. |
| Victorie                                                                     | 11-0 (1) | Alexei Zubov         | UD  | 8 (8)     | 2016-04-15 | Turning Stone Resort & Casino, Verona, New York | |
| Victorie                                                                     | 10-0 (1) | Joel Shojgreen       | UD  | 8 (8)     | 2015-10-24 | Paramount Theatre, Huntington, New York         | |
| Victorie                                                                     | 9-0 (1)  | Dave Valykeo         | TKO | 2 (6)     | 2015-04-18 | Paramount Theatre, Huntington, New York         | |
| Victorie                                                                     | 8-0 (1)  | Jon Bolden           | UD  | 6 (6)     | 2014-12-20 | Paramount Theatre, Huntington, New York         | |
| Victorie                                                                     | 7-0 (1)  | Milen Paunov         | UD  | 6 (6)     | 2014-11-14 | Arena de atletică, Chișinău, Republica Moldova  | |
| Victorie                                                                     | 6-0 (1)  | Tyyab Beale          | UD  | 6 (6)     | 2014-09-19 | Paramount Theatre, Huntington, New York         | |
| Victorie                                                                     | 5-0 (1)  | Aaron Kinch          | UD  | 6 (6)     | 2014-04-24 | Paramount Theatre, Huntington, New York         | |
| Victorie                                                                     | 4-0 (1)  | Excell Holmes        | UD  | 4 (4)     | 2013-09-14 | Paramount Theatre, Huntington, New York         | |
| NC                                                                           | 3-0 (1)  | Excell Holmes        | NC  | 2 (4)     | 2013-05-24 | Mohegan Sun Casino, Uncasville, Connecticut     | |
| Victorie                                                                     | 3-0      | DJ Hughley           | TD  | 3 (4)     | 2013-02-15 | Mohegan Sun Casino, Uncasville, Connecticut     | |
| Victorie                                                                     | 2-0      | Rocky Mullooly       | TKO | 1 (4)     | 2013-01-25 | Paramount Theatre, Huntington, New York         | |
| Victorie                                                                     | 1-0      | Dwayne Jackson       | KO  | 2 (4)     | 2012-09-28 | Comanche Nation Casino, Lawton, Oklahoma        | |